# Andrzej Nejman
Andrzej Wojciech Nejman (ur. 5 listopada 1974 we Włocławku) – polski aktor, reżyser, prezenter i tłumacz.
Zadebiutował na małym ekranie jako 10-latek w roli Felka Miecucha w miniserialu Rozalka Olaboga (1984). Rozpoznawalność zdobył dzięki roli Waldka Złotopolskiego w telenoweli Złotopolscy. Wystąpił w komedii młodzieżowej Waldemara Szarka Sposób na Alcybiadesa (1998) i komedii Olafa Lubaszenki Poranek kojota (2001).
W 1998 został aktorem Teatru Kwadrat im. Edwarda Dziewońskiego w Warszawie, którego był dyrektorem w latach 2010–2023.

## Życiorys

### Rodzina i edukacja
Urodził się i dorastał we Włocławku, gdzie ukończył Szkołę Podstawową nr 14 im. Marszałka Józefa Piłsudskiego i I LO im. Ziemi Kujawskiej.
W 1997 ukończył Akademię Teatralną im. Aleksandra Zelwerowicza w Warszawie.

### Kariera
Debiutował na ekranie w 1984 występem w roli Felka Miecucha w miniserialu Rozalka Olaboga. W 1996 odegrał rolę Marcina w filmie Roberta Glińskiego Matka swojej matki. W kolejnych latach zagrał m.in. w filmach Szamanka (1996), Sposób na Alcybiadesa (1997), Poranek kojota (2001). Tajemnica kwiatu paproci (2004), 1409. Afera na zamku Bartenstein (2005), Legenda (2005) i Szaleńcy (2007).
Ogólnopolską popularność zdobył dzięki roli Waldka Złotopolskiego w serialu TVP2 Złotopolscy, w którym występował w latach 1997–2008. Wystąpił również w serialach, m.in.: Kasia i Tomek (2002−2003), Camera Café (2004), Zakręcone (2005) i Niania (2005−2006).

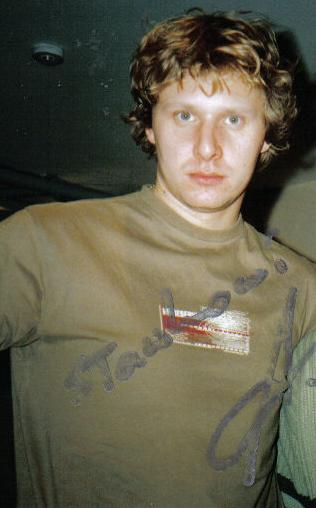
Nejman (2006)

Jest również aktorem dubbingowym. Użyczył głosu postaciom w filmach animowanych, w tym np. tytułowemu Tarzanowi (1999) czy rycerzowi Rodrigo w kreskówce El Cid – legenda o mężnym rycerzu (2003).
W 1998 zdobył wyróżnienie na XIX Przeglądzie Piosenki Aktorskiej we Wrocławiu. Również w 1998 został aktorem Teatru Kwadrat w Warszawie, w którym piastował stanowisko dyrektora od 15 lipca 2010. Tłumaczy z angielskiego sztuki teatralne, a w 2013 zaliczył debiut reżyserski w postaci inscenizacji klasycznej farsy Brandona Thomasa pt. Ciotka Karola 3.0. W czerwcu 2023 poinformował o zwolnieniu go ze stanowiska dyrektora Teatru Kwadrat w Warszawie.
Uczestniczył w pierwszej edycji programu rozrywkowego TVN Taniec z gwiazdami (2005) i pierwszej edycji programu Polsatu Jak oni śpiewają (2007). Prowadził teleturniej Krzyżowka 13-latków, program interaktywny TVP1 Szalona aukcja (2007) i program polonijny TVP Polonia Ludzie listy piszą.
W latach 2006–2008 prowadził autorską audycję satyryczną KOZA (Komitet Organizacyjny Zwalczania Apatii) w Programie III Polskiego Radia. W 2010 odszedł z Trójki po zmianie dyrekcji tej stacji.
Jesienią 2025 będzie brał udział w 22. edycji programu Twoja twarz brzmi znajomo.

## Życie prywatne
W 1998 ożenił się z Małgorzatą, absolwentką Szkoły Głównej Handlowej. Mają syna Jakuba (ur. 2007) i córkę Martę (ur. 2009).

## Filmografia
- 1985: Rozalka Olaboga, jako Felek Miecuch
- 1996: Ekstradycja 2, jako członek gangu Gundisa
- 1996: Matka swojej matki, jako Marcin
- 1996: Dzieci i ryby, jako spadający aktor w reklamie
- 1996: Szamanka, jako student antropologii
- 1997: Musisz żyć, jako żebrzący narkoman na dworcu
- 1997–2008: Złotopolscy, jako Waldek Złotopolski
- 1998: 13 posterunek, jako złodziej w stroju św. Mikołaja (odc. 21)
- 1998: Gwiezdny pirat, jako sprzedawca (odc. 1)
- 1998: Spona, jako Szekspir
- 2001: Poranek kojota, jako Witek
- 2002–2003: Kasia i Tomek, jako sąsiad
- 2004: Camera Café, jako Wojtek, trener Sylwka
- 2004: Tajemnica kwiatu paproci
- 2007: Szaleńcy, jako Pierwszy
- 2005: Zakręcone, jako Paweł
- 2005: 1409. Afera na zamku Bartenstein, jako Kunon
- 2005: Legenda
- 2006: Niania, jako Romeo (odc. 16)
- 2008–2009: Tylko miłość, jako Adam Sawicki
- 2009: Naznaczony, jako Rybarczyk, pracownik Agencji Rządowej
- 2010: Ojciec Mateusz, jako fotograf Michał Fiszer (odc. 50)
- 2010: Nowa, jako Eryk Lemański, laborant
- 2010: 7 minut, jako Mirek
- 2011: Na dobre i na złe, jako Maciej Torowski/Aleksander Ruta (odc. 444)
- 2011: Instynkt, jako Jerzy Grela (odc. 8)
- 2012: Od pełni do pełni, jako Oskar
- 2013: Lekarze, jako ojciec Kajtka (odc. 31)
- 2015: Prawo Agaty, jako Janek Radocki (odc. 82)
- 2017: Ojciec Mateusz, jako Andrzej Hański (odc. 226)
- 2017: Daleko od noszy. Reanimacja, jako Oskar Basen
- 2018: Młody Piłsudski, jako nauczyciel Lebiediew
- 2019: Za marzenia, jako Arkadiusz (odc. 23, 24)
- 2021: Żeby nie było śladów, jako Wieczorek
- 2021: Piękni i bezrobotni, jako kierownik Kur-YEAH (odc. 6)
- 2023: 1670, jako szlachcic Władysław

### Dubbing
- 1999: Tarzan, jako Tarzan
- 2002: 8. Mila, jako David „Future” Porter
- 2002: Śnięty Mikołaj 2
- 2003: El Cid – legenda o mężnym rycerzu, jako Rodrigo
- 2006: Storm Hawks
- 2010: Podróże Guliwera, jako Horacy

### Reżyseria
- 2013: Ciotka Karola 3.0. – spektakl w Teatrze Kwadrat
- 2015: Medium – spektakl w Teatrze Kwadrat
- 2016: Czego nie widać – spektakl w Teatrze Kwadrat
- 2017: Trzy sypialnie – spektakl w Teatrze Kwadrat